# 三宅川百太郎
三宅川 百太郎（みやがわ ひゃくたろう、1869年6月23日（明治2年5月14日） - 1952年（昭和27年）4月27日）は、日本の実業家。第2代三菱商事会長を務めた。

## 人物
1869年6月23日、愛媛県越智郡富田村の旧今治藩藩士・三宅川清三郎の嫡男として生まれる。
三宅川家は南北朝時代、伊予河野氏第26代当主通有の孫・越智朝臣通房（三宅川備後守）を始祖とする家系。定紋は崩三鱗改三霞摺菱、替紋は轡十文字。
1892年に東京高等商業学校（のちの一橋大学）を卒業。一年志願兵を経て、1893年三菱合資会社入社。神戸支店、大阪支店、高砂製紙所勤務を経て、漢口支店長、上海支店長、北京支店長、営業部副長を歴任し、1913年門司支店長兼若松支店長兼船舶課長。1917年合資会社三菱製紙所から三菱製紙に改組する際に常務取締役に就任。1920年三菱造船（のちの三菱重工業）常務取締役。1921年から三菱商事会長を務め、昭和恐慌で「不況に対する注意方通知」を出すなどして対応にあたった。1951年麒麟麦酒相談役。
資性篤実にして軽佻浮華を忌むこと甚だしく、敏活且つ粗放に流れない人物であったという。妻テイノは愛知県立医学専門学校（現名古屋大学医学部）教授を務めた杉寛一郎の妹。三菱銀行常務を務めた三宅川保一は弟。

## 略歴
- 1869年 愛媛県越智郡富田村出身
- 1892年 東京高等商業学校（のちの一橋大学）卒業
- 1893年 三菱合資会社入社
- 1917年 三菱製紙常務取締役
- 1920年 三菱造船（のちの三菱重工業）常務取締役
- 1921年 三菱商事会長
- 1934年 三菱重工業監査役
- 1951年 麒麟麦酒相談役
- 1952年 死去

## 三綱領
三菱グループに受け継がれる経営の根本理念「三綱領」は、初代三菱商事会長岩崎小弥太の大正9年の訓示に基づき、昭和9年2月に第2代三菱商事会長であった三宅川が制定したもので、岩崎小弥太の揮毫によるものである。
| 所期奉公 | 期するところは社会への貢献 | 事業を通じ、物心共に豊かな社会の実現に努力すると同時に、かけがえのない地球環境の維持にも貢献する。 |
| 処事光明 | フェアープレイに徹する     | 公明正大で品格のある行動を旨とし、活動の公開性、透明性を堅持する。                                 |
| 立業貿易 | グローバルな視野で         | 全世界的、宇宙的視野に立脚した事業展開を図る。                                                     |